# Reconquista

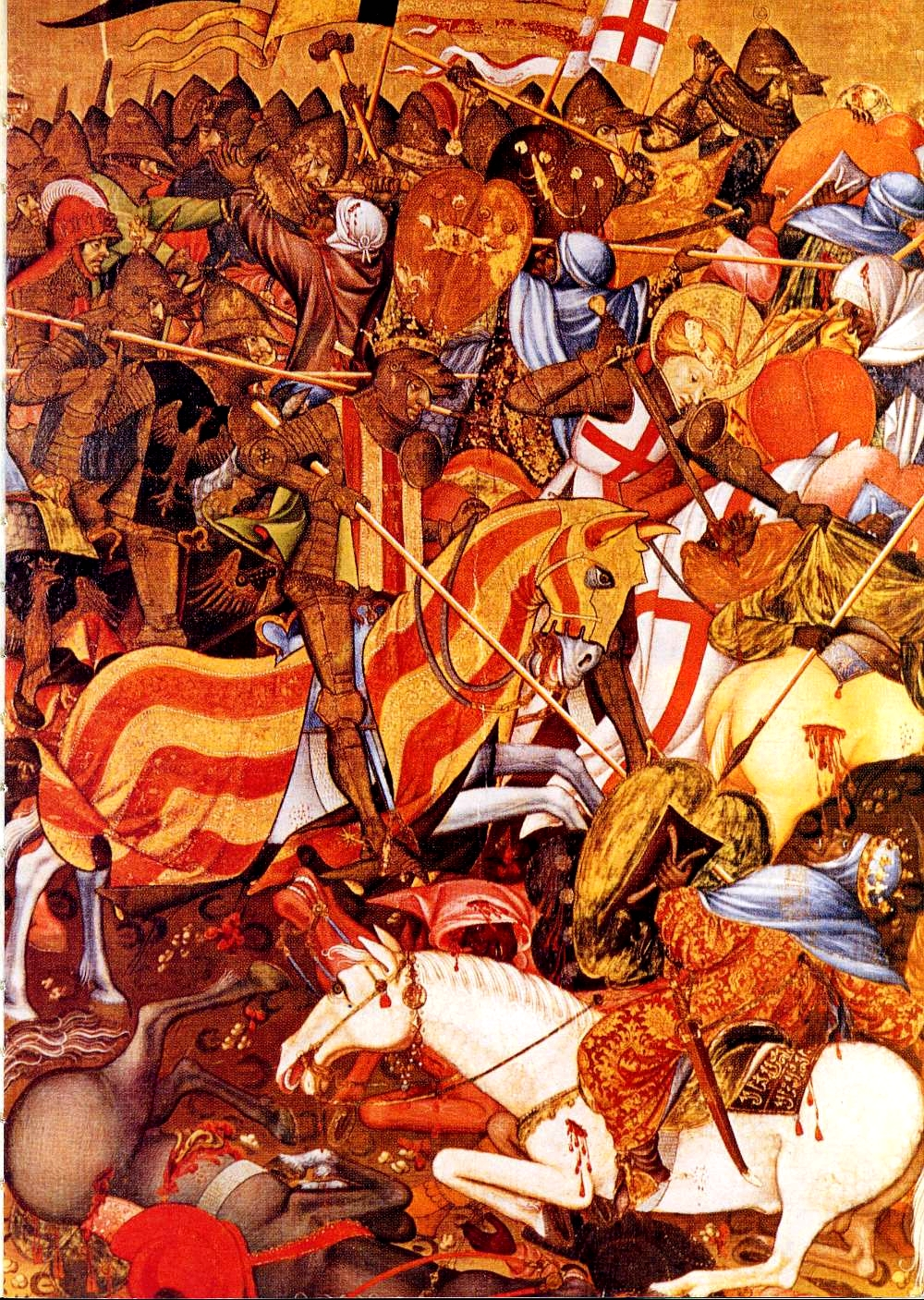
1238. szeptember 28., az El puig de Santa Maria-i csatában I. Jakab aragóniai király csapatai legyőzik a muszlim almohádokat és elfoglalják Valencia városát

A reconquista (spanyol, ejtsd: [rekonkisztá]; a. m. „visszahódítás”) vagy magyarul meghonosodott nevén rekonkviszta az a folyamat, amely során az Ibériai-félsziget felszabadult a VIII. század óta fennálló muszlim megszállás alól.
Egy hosszú, több évszázados harcokkal teli időszakról van szó, amely során új királyságok jöttek létre a visszahódított területeken: Portugália, Kasztília és Aragónia.

## Előzmények

### A népvándorlások
A népvándorlások idején a szvévek, az alánok és a vandálok után végül a vizigótok telepedtek meg az Ibériai-félszigeten. Hivatalos vallásuk ekkor még az arianizmus, de a VI. század végén Reccared nevű királyuk uralkodása alatt visszatértek a római hitre. Központjuk Toledó volt, és a régi római városokra támaszkodva katonai arisztokráciaként uralkodtak. Több népcsoport is élt a területen, akik sokszor kisebb-nagyobb konfliktusba keveredtek egymással. Ilyen volt például a VII. század közepén, Chintilla uralkodása alatt (636–640) történő népes zsidó etnikum erőszakos térítése, amely nemcsak komoly zavargásokat, de politikai válságot is eredményezett: a VIII. század elején trónviszály tört ki. A belharcok után Roderic lett a következő vizigót király, ám az örökségből kizárt Vitiza fiai külső segítséget hívtak, a mórokat.

### A mórok hódítása
Mindez kapóra jött az időközben Afrikában terjeszkedő, Múszá Ibn Nuszajr kormányzó által vezetett mórok számára, akiknek egyik fő célja a nyugati irányba történő hódítás volt. A kormányzó hadvezére, Tárik 711-ben átkelt a Gibraltári-szoroson, és Cadiznál megütközött Roderic seregeivel, akit csata közben megöltek. A hadvezér ezt követően bevette Toledót, és lefoglalta a kincstárat, majd Múszá Ibn Nuszajr 712-ben követte őt. A vizigótok (akik nem keveredtek spanyol alattvalóikkal) egy évszázad alatt beolvadtak a hódítók tömegébe, csupán egy-két név emlékeztetett már csak rájuk. A mórok hozzákezdtek az Ibériai-félsziget meghódításához, majd elhatározták, hogy átkelnek a Pireneusokon is. A terület azonban nem volt teljes egészében uralmuk alatt. Északon Asztúria királyai és a navarrai baszkok eredményesen álltak ellen a hódítóknak. Ezzel párhuzamosan Martell Károly (a Frank Birodalom teljhatalmú majordomusa, 686–741) 732-ben Poitiersben megállította az észak felé tartó előrenyomulást, és a mórokat a Pireneusok mögé szorította vissza.
A betelepült muzulmán vallású mórok kezdetben rendkívül toleránsak voltak a keresztény őslakókkal. Az időközben szaporodó lakosság vallási életébe nem szóltak bele. A keresztényeknek egy dologra kellett nagyon odafigyelniük: a muzulmán tanokat sem nyilvánosan, sem kisebb körökben nem volt szabad támadniuk. A valláspolitika legjobban a „ha te elfogadsz engem, én is elfogadlak téged” mondattal írható le. A béke, melyet „aranykor” néven is emlegetnek, lehetővé tette a kulturális felvirágzást, és a többnyelvűség miatt az arab tudományok terjedését Európában. A helyi keresztény közösségekben kialakult az arab stílus, zene, művészet és hagyomány, melyeknek máig maradtak fenn emlékeik.

### Határvillongások a 8. században
Az elfoglalt területeken az Omajjádok emirátusokat, illetve kormányzóságokat (a két elnevezés keveredik) szerveztek úgy, hogy a regionális emírségeket (kormányzóságokat) a Córdobában székelő kormányzó alá rendelték. A szervezet mindvégig problematikusnak bizonyult, és végeredményben a kalifátus bukását is ez okozta: az egyes emírek egymás után lázadtak fel a központi hatalom ellen, és felkeléseikhez nem ritkán a szomszédos keresztény államoktól (eleinte a Frank Birodalomtól, Akvitániától és a Baszk hercegségtől) kértek segítséget. Tovább nehezítették a mórok helyzetét a nemzetiségi ellentétek: a hódító sereg fő erejeként színre lépett berberek mindinkább elnyomott kisebbségnek érezték magukat az arab tengerben.

## A reconquista kezdete
A IX. század elején megtalálták Szent Jakab apostol földi maradványait. A spanyol keresztények hite megerősödött, még öntudatosabbá lett. Az eddigi lelki ellenállás lassan kulturális és politikai ellenállásba kezdett átmenni, ám szervezett, nagyobb hadjáratokról ekkor még nemigen beszélhetünk.
A belső problémákkal küzdő Andalusznak két fronton kellett helyt állnia a keresztény hódítókkal szemben: a Pireneusokban a Frank Birodalom, a Vizcayai-öböltől délre pedig Asztúria szorította délnek a határvonalat.

### Pireneusi front

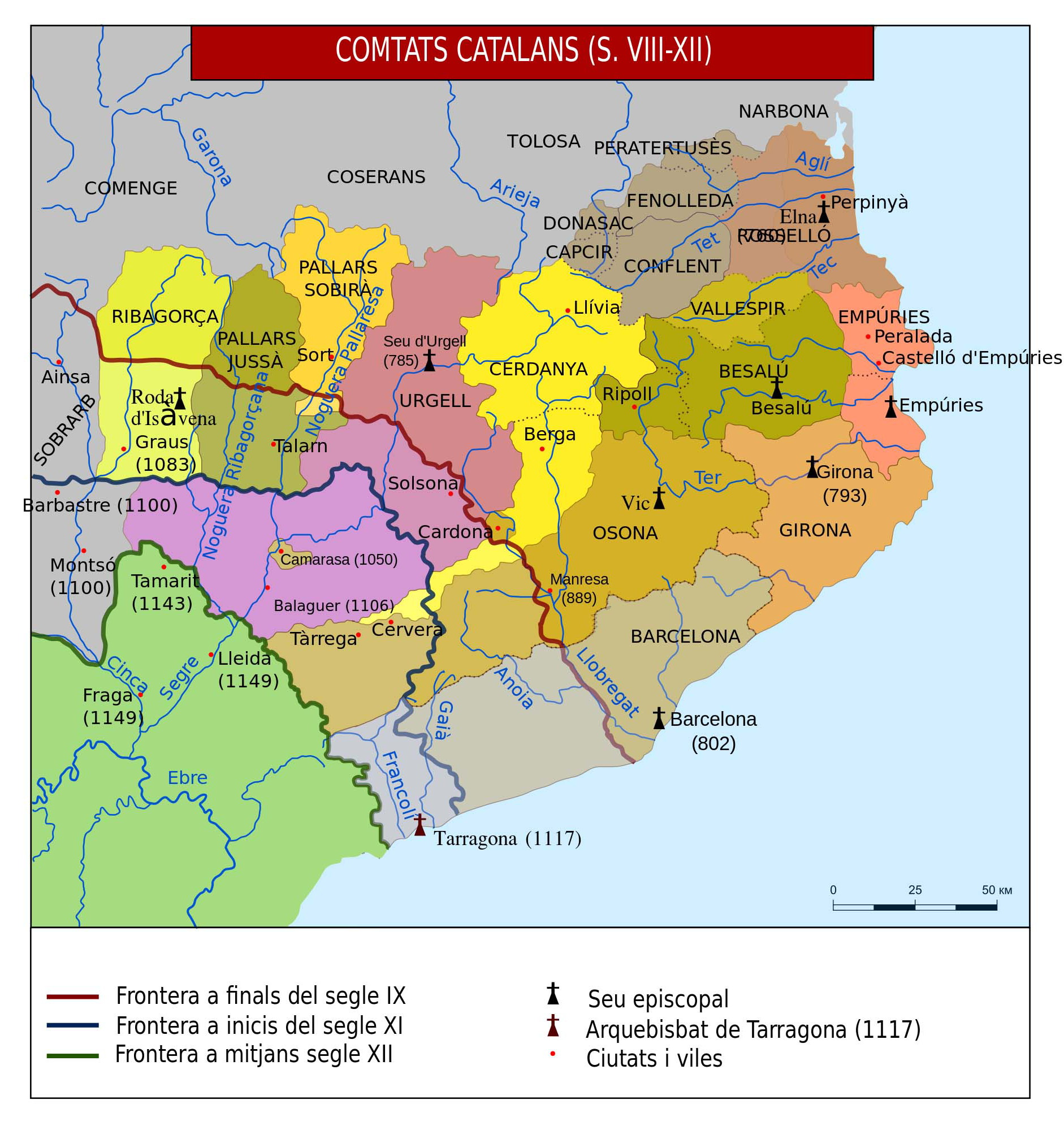
Katalónia grófságai a 8–12. században és a Córdobai Kalifátus összeszorulása

A muszlimok 712-ben foglalták el a Pireneusoktól délre eső területeket, 716-ban jutottak el a hegység gerincéig, majd 719-ben átkeltek annak keleti szakaszán, és 721-re elfoglalták Septimaniát, ahonnan 760-ra szorította ki őket Kis Pipin.
A mórok a hegység középső és nyugati részén a baszk hercegséggel, illetve a vele perszonálunióban álló Akvitániával kerültek konfliktusba, és a hegység gerincétől délre eső részeken újjászervezték a korábbi vizigót grófságokat. I. (Nagy) Odo aquitániai herceg a 720-as években visszafoglalta a nyugati Pireneusokat és az attól délre eső, baszkok lakta területeket. Cerdanya kormányzója, Utman ibn Naissza berber vezér (akit a frank krónikák Munuza néven említenek) fellázadt a központ hatalom ellen, és szövetséget kötött Odóval. Ez nemcsak a mórokat bőszítette fel, de Martell Károlyt is, és amíg Andalusz kormányzója, Abd al-Rahman ibn Abd Allah al-Gafiqi a felkelést verte le,a frankok 731-ben kétszer is feldúlták Akvitániát.
Hisám omajjád kalifa parancsára Júszuf ibn Abd ar-Rahmán al-Fihri 735-ben megtámadta a Baszk Hercegség déli területeit (ma: Navarra). Körülzárta Pamplonát, majd tovább nyomult kelet felé. I. Hunald aquitániai herceg és öccse, Hatto felvette vele a harcot, és a testvérek legyőzték a támadókat.
Andalusz következő kormányzója, Uqba ibn al-Hajjaj 740-ben felvonult a Baszk Hercegség déli határához, ahol elfoglalta és jelentősen megerődítette Pamplonát. Ezután azonban az ekkor kitört berber felkeléssel, utána pedig az asztúriai fronttal kellett foglalkoznia, és a Pireneusokba nem tért vissza.

#### Kelet-Pireneusok

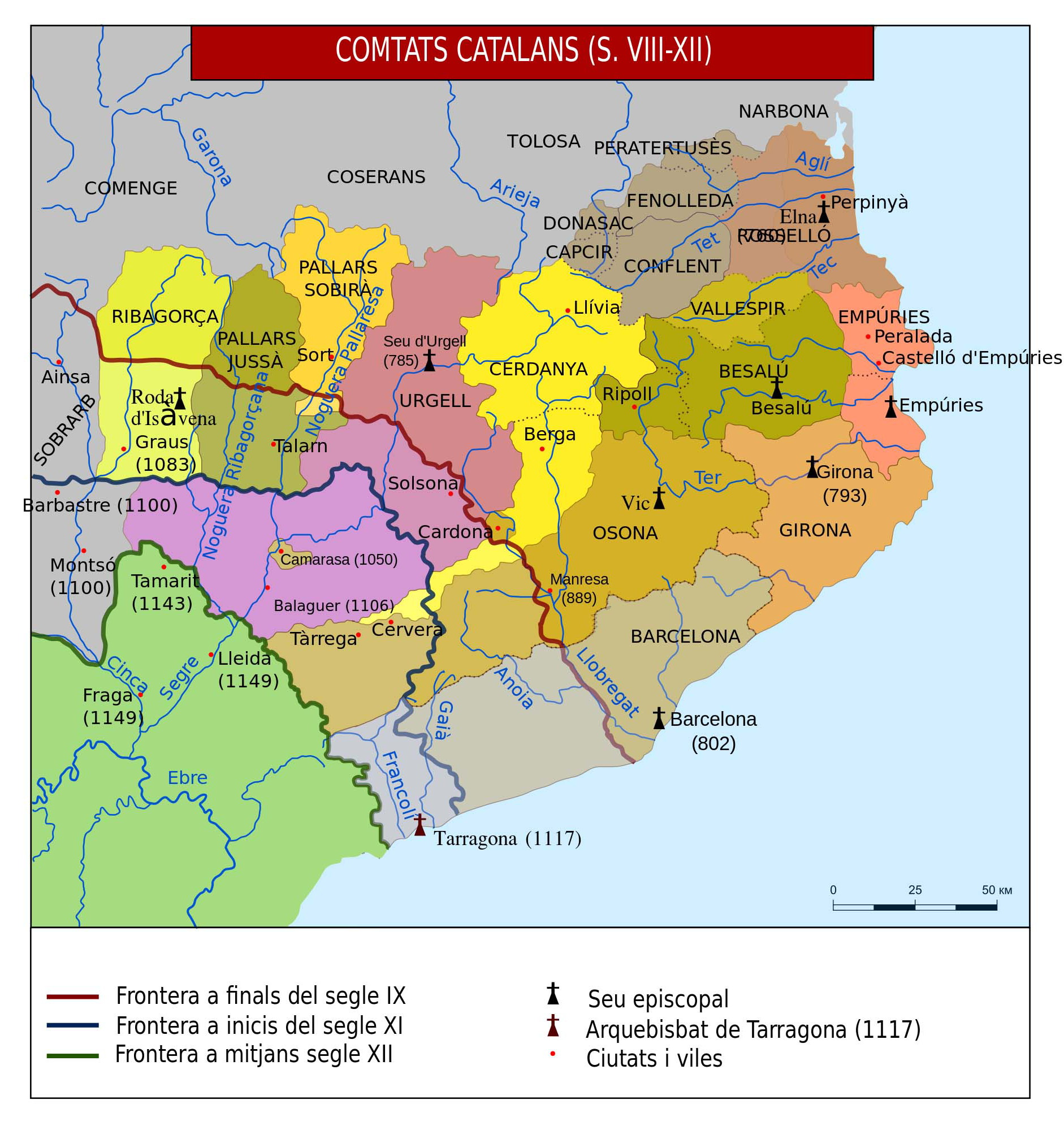
Katalónia grófságai a 8–12. században és a Córdobai Kalifátus összeszorulása

A hegység és keleti részén Nagy Károly 778-as, sikertelen hadjárata után Jámbor Lajos nyomult előre:
- 785-ben elfoglalta Geronát és Besalut;
- az évtized második felében ugyancsak őt ismerte el hűbérurának Cerdanya, ami akkor még magában foglalta a későbbi Urgellt is.

793-ban a mórok nagy ellentámadásra indultak, és mélyen behatoltak a frank területekre (Akvitániába, illetve Gothiába). Legyőzték Vilmos toulouse-i gróf csapatait, ám nem tudták bevenni Narbonne és Gerona erődítményeit, és ezért vissza kellett vonulniuk a déli területekre.
Jámbor Lajos 796-ban kezdte el újabb offenzíváját, kezdetben csak a hegység déli oldalára vezetett portyákkal (harcfelderítés). Utasítására Borrell, Cerdanya grófja délnek vezette csapatait. Megszállta a későbbi Osona és Berga grófságok gyéren lakott és védtelen területeit, megerősítette és helyőrséggel látta el Osona, Cardona és Casserès elhagyott, pusztuló erődítményeit.
- 801-ben Lajos nagy hadat vitt a Pireneusokon át úgy, hogy annak gyakorlati vezetését  Vilmos toulouse-i grófra bízta. Elfoglalták Barcelonát és a hozzá közeli Tarrassa várát;
- 812-re a frankok elfoglalták az Ebro völgyének több fontos központját: Tortosát, Léridát, Huescát és Zaragozát. Ezután a béke fejében nagyjából a Llobregat folyóig visszavonták csapataikat, és erőiket az elfoglalt részek pacifikálására összpontosították. Ezeken a területeket Nagy Károly Marca Hispanica néven grófságokból álló tartománnyá szervezte. A tartomány és Andalusz határvonala a 9-12. században apránként dél felé tolódott.

Vilmos 813-ban kolostorba vonult, és utódjában, Begon toulouse-i grófban nem volt meg az ő hadvezető képessége. A frank–mór határvonal keleten stabilizálódott.
II. Borrell barcelonai gróf 988-ban megtagadta az adófizetést a frissen hatalomra került Capet Hugónak. Ezzel Katalónia függetlenedett a frank koronától, majd idővel dinasztikusan egyesült Aragóniával.

#### Földközi-tenger
A 9. század elején a frankok jelentős flottát építettek. Ez 813-ban, Empúriai Ermengár  parancsnoksága alatt legyőzte a mór hajóhadat. Ezzel frank kézre kerültek a Baleári-szigetek, és ezt a 815-ben kötött újabb békében a Córdobai Emírség is kénytelen volt elismerni.

#### Középső és Nyugat-Pireneusok
A hegység középső részén Pallarsot és Ribagorçát 781-ben a toulouse-i grófság kebelezte be. A toulouse-i grófok uralma ellen a baszk lakosság mindvégig lázadozott, de függetlenedniük csak 872-ben, I. Rajmund vezetésével sikerült.
A frank térhódításra Hisám córdobai emír hadvezérei fosztogató hadjáratokkal válaszoltak. A legnagyobb ilyen expedíció 793-ban mélyen behatolt Gothiába, egészen Narbonne-ig és Carcassonne-ig. A mórok sok zsákmánnyal és rabszolgával tértek haza.
798 és 802 között a keresztények a Zaragozai emírség és Banu Salama rovására kisebb területeket hódítottak el a Pireneusok alapvetően az Aragón folyó völgyében. Jámbor Lajos ezeket a területeket 802-ben grófsággá szervezte, és gróffá Aureolust nevezte ki. Az ő halála utáni interregnumot kihasználva Amrus ibn Juszuf mór generális betört a grófságba, és elfoglalta annak  keleti felét, a későbbi Sobrarbe grófságot. Ezt a területet I. Aznar aragóniai gróf 814-ben foglalta vissza, amikor Amrus is meghalt — nem tudni, hogy a harcokban esett-e el, vagy épp ellenkezőleg, a halála utáni zűrzavart sikerült-e kihasználnia Aznarnak.
Az észak-hispániai muszlim vezetők folyamatosan lázadtak a córdobai fennhatóság ellen, és szívesen segítették a frankokat. Ezért a katalóniai front lassan, de biztosan dél felé haladt: 795-re már Osona és Urgell is elesett.
Pamplona 799-ben ismerte el Jámbor Lajos főhatóságát. A város környékén szervezett grófság első grófja egy bizonyos Velasco lett.
797-ben átmenetileg frank kézre került Barcelona, mivel a város kormányzója, egy bizonyos Zeid fellázadt Córdoba ellen, de a mórok 799-ben visszafoglalták a várost. Ezután Jámbor Lajos teljes seregével átkelt a Pireneusokon és, 800-801 telén ismét elfoglalta a várost, ami ezután már végig keresztény kézen maradt.
A frankok továbbindultak: 809-ben bevették Tarragonát és 811-ben Tortosát. Végül az Ebro egész torkolatvidékét megszerezték, majd betörtek Valenciába, rákényszerítve ezzel (812-ben) I. al-Hakam emírt addigi hódításaik elismerésére.
Vilmos toulouse-i gróf kolostorba vonulása után a Pireneusokban, illetve a hegység déli oldalán a Frank Birodalomtól független államkezdemények jöttek létre:
- 819-ben Cerdanya grófság északi részén önállósult és vált sajátos jogállású hercegséggé a máig független Andorra;
- 820-ban Íñigo Arista, Pamplona függetlenedni vágyó grófja egy kisebb csapattal rajtaütött I. Aznar aragóniai grófon, és veje, I. (Rossz) García javára lemondatta őt tisztségéről. Ezzel gyakorlatilag megszűnt a frank birodalom befolyása mind Pamplonában, mind Aragóniában. A frankok 824-ben megpróbálták újra befolyásuk alá vonni ezeket a grófságokat, Íñigo Arista azonban szövetséget kötött féltestvéréve, Banu Qasi emírjével, és ezzel a mór segítséggel a harmadik roncesvalles-i csatában megsemmisítő vereséget mért a frankokra, majd elfoglalt tőlük néhány további völgyet. A felkelő nemesek királyukká választották. Ezzel megalakult a Pamplonai Királyság, amelynek első királyaként Íñigo Arista a frankok helyett Córdoba emírjét ismerte el hűbérurának. Aragónia grófságból idővel az Aragóniai Királyság alakult ki.

Az ütközőállamok függetlenedési törekvései:
Íñigo féltestvére, Múszá ibn Múszá ibn Qasi 842-ben(?) és 850-ben is felkelt Córdoba emírje ellen, és a Pamplonai Királyság mindkétszer támogatta harcában, de ezeket a felkeléseket II. Abd Al-Rahmán córdobai emír leverte.
A Pamplonai Királyság a baszk tartományok miatt ellentétbe került Asztúriával, és 900 körül formálisan III. (Nagy) Alfonz vazallusává vált.

### Asztúriai front
A 740-ben kirobbant és 742-ig elhúzódó berber felkelést kihasználva I. (Katolikus) Alfonz jól vezetett hadjárataival kiterjesztette a kis keresztény királyság területét. Először Galiciát kebelezte be, majd keleten, a baszkok lakta vidék délnyugati peremén hódított el kisebb területeket. Ennek eredményeként Asztúria egy rövid szakaszon a Vizcayai-öböltől délre már a baszk hercegséggel lett határos.
760-ban utóda, Kegyetlen Fruela is legyőzött egy mór sereget, és újabb területeket hódított meg Galiciában. A királyságot ezután belső villongások a mórok által támogatott rabszolga-felkelések annyira meggyöngítették, a 770-es évektől adót fizetett a Córdobai Emirátusnak. I. (Diakónus) Bermudo megpróbált változtatni ezen a helyzeten, de vereséget szenvedett. Az erős kezű II. Alfonznak köszönhető ezután öt hadjáratban (794-ben, 811-ben, 812-ben, 816-ban és 825-ben) is legyőzte a mórokat. Leónt, ami később a királyság székhelye lett, I. Ordoño 856-ban foglalta vissza. A mórok 863-ban egy tengeri hadművelettel is megpróbálkoztak, de Ordoño legyőzte őket.
III. (Nagy) Alfonz sorozatos hódításaival megduplázta a királyság területét:
- 868-ban meghódította Észak-Portugáliát,
- 871-ben Coimbrát és Kasztília egy részét.

882-ben megalapította az arabok elleni harc erődjének szánt Burgost, ami a 10–11. században Ó-Kasztília fővárosa lett. A baszk tartományok miatt ellentétbe került a Pamplonai Királysággal, és azt formálisan vazallusává tette. Mezei hadai 898-ban Grajal, 904-ben Zamora mellett győzték le a belharcokban meggyengült mórokat.
III. Alfonz egyik fia, II. Ordoño 913-ban visszafoglalta Évorát, és ezzel minden korábbinál délebbre szorította a mórokat. 916-ban A talaverai csatában vereséget szenvedett a móroktól, de ezután szövetkezett a Ximena-házból származó  I. Sancho pamplonai királlyal, és 917-ben San Esteban de Gormaznál fényes győzelmet aratott. 918-ban, a valdejunquerai csatában ismét a mórok győztek, és a király ezután kivégeztette a felelőssé tett kasztíliai grófokat. Később egy sikeres támadással megszerezte a móroktól La Rioja környékét.

## Az ezredforduló után
Az ezredforduló után III. (Nagy) Sancho (1000–1035) egyesítette Navarrát. A barcelonai grófok uralmuk alá hajtották Katalóniát, amivel megszületett az első közös keresztény front, és célja a mórok visszaszorítása lett. Asztúria és Navarra vidékén, le egészen a Duero és Ebro folyókig tehát összefüggő területen a keresztény világ megmaradt, és ez volt a keresztény ellenállás fő „bázisa”. A cél reálissá válásában az is segített, hogy az időközben meggyengült központi hatalom miatt a Córdobai Kalifátus több apró és önálló mór államra bomlott. A legnagyobb ösztönzést az időközben meghirdetett keresztes hadjáratok jelentették (II. Orbán pápa, Clermont-i zsinat, 1095). Az új eszme új lendületet adott a spanyol földön harcoló ellenállóknak. Keleti mintára spanyol, majd önállóságuk megszerzését követően portugál lovagrendek alakultak. A most már közösen szervezett ellenállást, a reconquistát (azaz az ország visszahódítását) a pápák is teljes mértékben támogatták. Sőt, többen közülük egyenesen megtiltották, hogy a spanyolok elszegődjenek a keletre induló keresztes hadakba, hiszen így saját hazájukat hoznák nehéz helyzetbe nyugaton. Megindultak tehát az első igazán szervezett hadjáratok.

### Meglepett mórok, heves reakció
A keresztény összefogás kezdetben szép sikereket ért el. Ehhez az is kellett, hogy a mórok nemigen számítottak ilyen szervezett hadjáratok megindítására, hiszen eddig inkább elszórtan folytak kisebb-nagyobb harcok. Ám az új helyzethez gyorsan alkalmazkodtak, és Észak-Afrikából az almorávidák, majd az almohádok igen kemény, sokszor kegyetlen ellentámadásokkal válaszoltak. A reconquista azonban már úgy belegyökeredzett a keresztények lelkébe, hogy az ellentámadásokra újabb ellentámadásokkal válaszoltak. Ezzel párhuzamosan a muzulmánok vallási türelmetlensége is egyre inkább előtérbe került, a hadifoglyokat pedig rabszolgasorsra juttatták. Mindez már nemcsak politikailag, de családokra támaszkodva is felfokozta a muzulmán világ elleni hangulatot.

### Toledó visszavétele

Az Almorávida Birodalom kiterjedése

VI. Alfonz (1065–1109: León és Asztúria királya, 1072-től Galicia, Portugália, Kasztília és Navarra felének ura, 1077-től a „Hispánia császára” címet viseli) király 1085-ben elérkezettnek látta az időt a korábbi vizigót központ, Toledó visszafoglalására. Minden eddiginél nagyobb sereget gyűjtött össze, és a város alá vonult. A mórok a közelgő hadsereg hírére megerősítették a falakat, és egy rendkívül erős helyőrséget állítottak fel. A védekezésben a Tajo folyó is segítségükre volt. Alfonz látván, hogy erővel nem biztos, hogy be tudja venni a várost, taktikát váltott, és fő célja a lakosság kiéheztetése lett. Mivel Toledóban igen nagy tömeg torlódott össze, így a felhalmozott készletek gyorsan kimerültek, és 1085. május 12-én kénytelenek voltak átadni a várost a királynak. A mórok azzal a kéréssel fordultak Alfonzhoz, hogy maradhassanak a városban, és hogy házaikat, vagyonukat megtarthassák. A király úgy rendelkezett, hogy a muzulmánok az Alcázarban és az Alcántarai kapunak az előbbi felé eső oldalán lévő kertekben élhetnek, ugyanazt a fejadót fizetik, amelyet a mór királyok szedtek tőlük, és a főmecset örökre őket illeti meg. A megegyezést követően Alfonz megkezdte a környező városok és falvak visszavételét. A királyi trónt a toledói királyi udvarba vitték, és megkezdték a város védelmének korszerűsítését: a régi vert falak helyett kőfalakat építettek, és erős várakat is emeltek. A király megparancsolta, hogy cortesei Toledóban gyűljenek össze, és felhívta a „ricos ombres”-eket (szó szerint: „gazdag emberek”, hatalmas földesurak Kasztíliában) az egész országból, hogy jöjjenek a városba, és velük együtt más neves férfiak, érsekek, püspökök, apátok és egyéb papi személyek is megjelentek. Rengeteg keresztény hitet valló ember is betelepült, így mindezek eredményeképp az új lakosság létszámban már felülmúlta a régit. Toledó tehát ismét keresztény kézre került.
A következő évben a vallásos buzgalomtól fűtött berber almorávidák partra szálltak a helyi muszlim fejedelmek hívására, és a Badajoztól északra vívott zallákai csatában megsemmisítő vereséget mértek Alfonz hadaira. A kasztíliaiak szerencséjére a berberek vezetője, Ibn Tásufín a következő évben kénytelen volt hazatérni, hogy biztosítsa az öröklést. A berber hadvezér 1091-ben tért vissza, megdöntve a sevillai Abbádidák hatalmát, ezáltal mintegy fél évszázadra Hispánia déli része az Almorávida Birodalomhoz került.

### Lassú előrenyomulás, hátráló muzulmánok

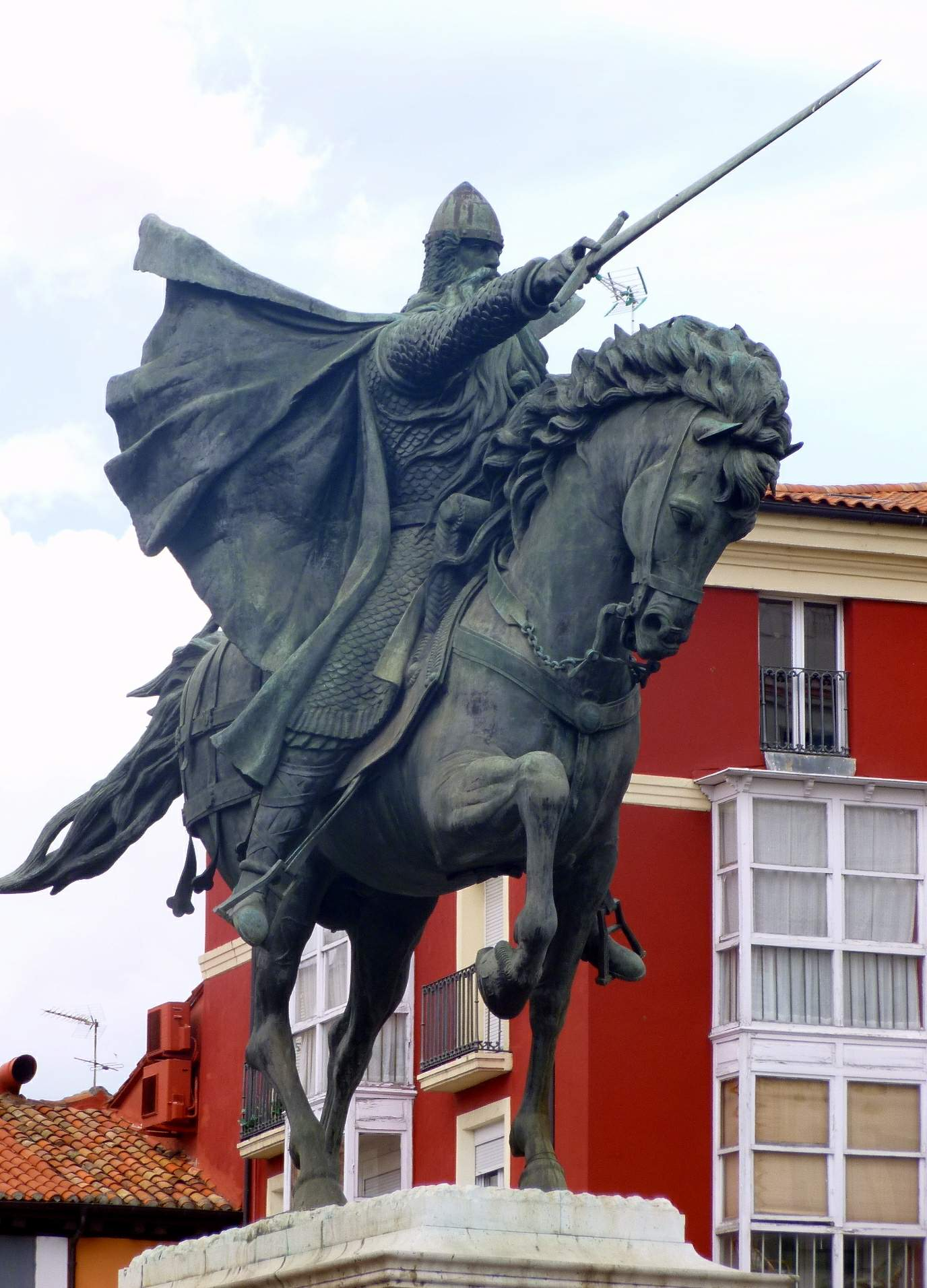
El Cid szobra Burgosban

Toledó visszavétele után a szentföldi helyzet „fordítottját” láthatjuk: itt a muzulmán erők kényszerültek utóvédharcokra, és a keresztesek haladtak lépésről lépésre előre. Ez az előrenyomulás azonban korántsem volt folytonos. Jól mutatja ezt Valencia 1092-es ostroma. Az ostromról igen jó feljegyzéseink vannak egy ismeretlen arab szerzőnek köszönhetően, aki az ostromlottak szemszögéből írja le az eseményeket. A legendás hírű El Cid a város alá vonult seregeivel, és megkezdte annak ostromát. VI. Alfonz taktikáját használva kiéheztette a lakosságot, akik végül már egymást voltak kénytelenek megenni, miután már minden, ami ehető volt elfogyott. Ibn Gahhaf végül feladta a várost, kölcsönösen megállapodva a feltételekben, és Cid bevonult Valenciába. 7 év elteltével azonban, 1099-ben az almorávida Mazdali egy erőteljes támadással visszafoglalta a várost. Jól látható tehát, hogy a felszabadító hadjárat alatt igen erőteljes ellentámadásokat kellett kiállniuk a keresztes hadaknak. 
Harcos I. Alfonz király 1118-ban bevette Zaragozát. Ám halála után súlyos trónválság tört ki, így a központi hatalom erősen meggyengült. Aragónia és Katalónia egyesülése (12. század) azonban lezárta a pártharcok idejét. Úgy tűnt, hogy a hadjáratok új erőre kaphatnak. 1140-ben a portugál grófok is képesek lettek véglegesen megszilárdítani hatalmukat. Ám a várakozás ellenére a főurak egymás közti versengése mégsem szűnt meg teljesen, így a hadak sem voltak olyan egységesek, mint korábban. Eközben Afrikában az almohádok átvették a hatalmat az almorávidáktól, és kemény szigorral kovácsolták egybe a muzulmán egységet. Ennek hatását gyorsan megérezték a keresztesek: 1195-ben VIII. Alfonz, Kasztília királya igen súlyos vereséget szenvedett Alarcosnál. Ám a muzulmán vezetők nem használták ki azonnal a kínálkozó alkalmat, így a végveszély órájában kibékülő spanyol főurak újraszervezték a seregeket, és még VIII. Alfonz király vezetése alatt, 1212-ben, sikerült a visszavágás, egy borzalmas csatában döntő győzelmet arattak Las Navas de Tolosa harcterén. Ennek azonban óriási ára volt: több mint húsz évig kellett várni, hogy a reconquista újabb lendületet kapjon. 1236-ban III. (Szent) Ferdinánd elfoglalta Córdobát. A muszlim védővonalban így keletkezett „repedést” gyorsan kihasználták a keresztesek: Aragónia elfoglalta Valenciát, a portugálok pedig Algarvét. A király egy muszlim szövetségesre is talált Ibn Al-Ahmar személyében, aki 1246-ban átengedte Jaént, cserében azért, hogy elismerjék őt Granada uralkodójának. 1248-ban III. (Szent) Ferdinánd Granada segítségével elfoglalta Sevilla városát. A keresztények lépésről lépésre haladtak előre, ám 1275-ben egy újabb erős ellentámadás szakította meg az előrenyomulást. Az időközben Marokkóban uralomra kerülő Banú Marin nevű törzsi dinasztia erős sereggel támadt Hispániára. Megverték Kasztíliát és beavatkoztak a keresztény királyok viszályaiba. Az évszázad végén a marokkói Tlemcent is elfoglalták. 1340-ben azonban Portugália, Kasztília és Aragónia egyesített seregei megállították őket az andalúziai Salado folyónál, ahol vereséget szenvedtek. 1344-ben a flottájuk is alulmaradt a keresztény erőkkel szemben. Algeciras eleste után véget ért a félsziget Észak-Afrikából kiinduló elözönlésének hosszú története.

### A végső győzelem, Granada eleste

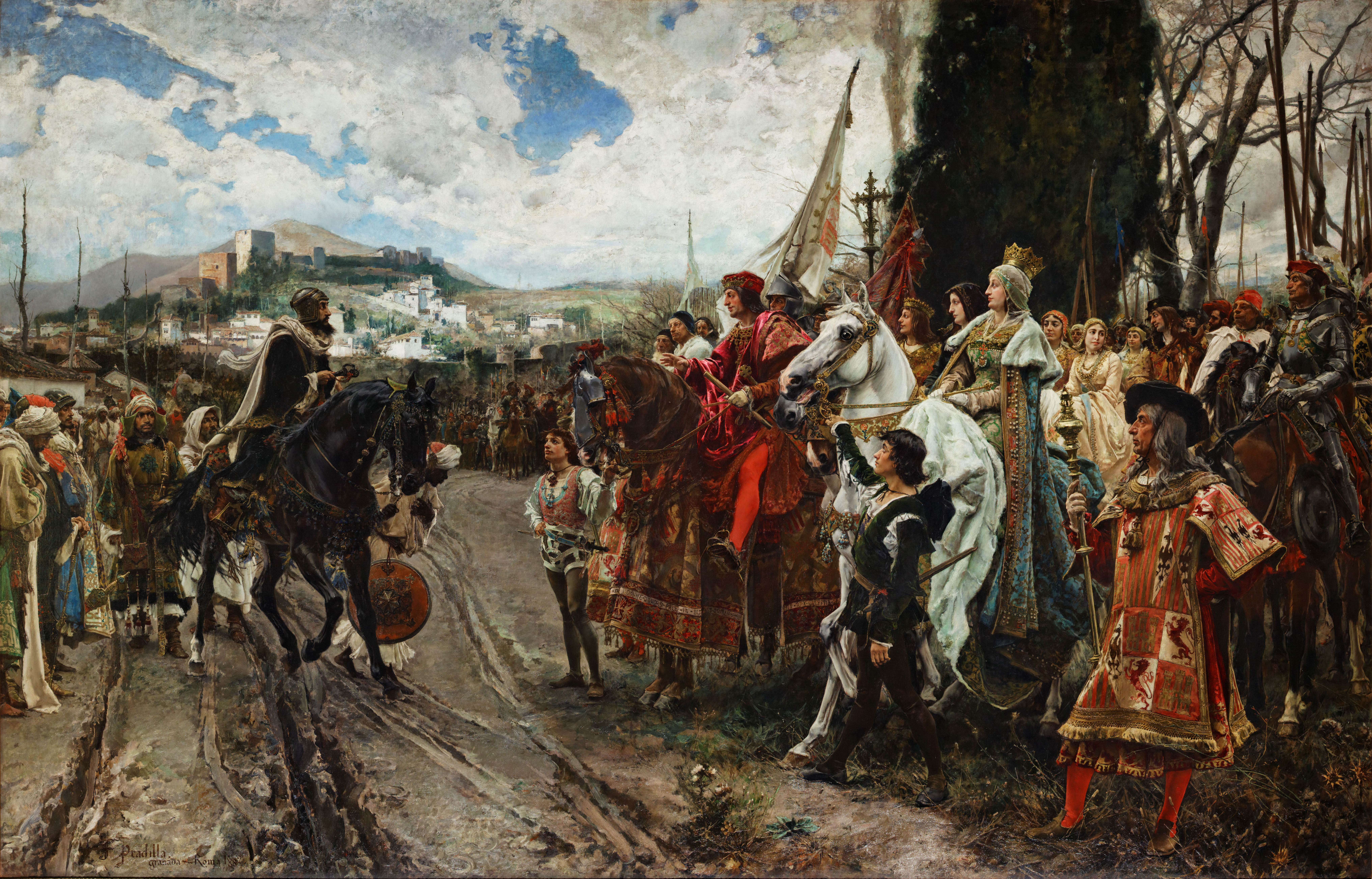
Francisco Pradilla Ortiz: Granada visszavétele

A győzelem után Kasztíliában belső küzdelmek dúltak. Ez lehetővé tette a granadai mohamedánoknak, hogy még néhány évtizedig háborítatlanul éljenek. Granada ekkor már a muszlimok utolsó bástyája volt Európában, ám nem volt kétséges, hogy amennyiben a belviszályok megszűnnek Kasztíliában, az sereget fog indítani délre.
Így is lett: 1388-ban az erejét visszanyert királyság megindult Granada ellen, ahol ekkor Muhammad al-Gáni (1362–1391) uralkodott, ám hirtelen kirobbant egy újabb polgárháború. A hadjárat ennek következtében leállt.
A folytatásra egészen 1479-ig kellett várni, amikor is II. Aragóniai Ferdinánd és Kasztíliai Izabella házasságot kötött, így a mai Spanyolország egész területének urai lettek. A keresztes szellemtől átitatott két uralkodó minden „idegen testet” el akart távolítani az országból. A reconquista érdekében tehát bevetették a korban rendelkezésre álló teljes haditechnikát (pl. ágyúk). Az eredmény nem maradt el: 1492-ben elesett Granada, a nyugat-európai muszlimok utolsó védőbástyája.
Ezzel véget ért a reconquista.

## Összefoglalás
A reconquista több évszázados elhúzódásának egyik oka, hogy mindkét fél sokszor igen megosztott volt. Nemcsak egymással, hanem sokszor hittársaikkal is meg kellett küzdeniük mind a keresztényeknek, mind a muszlimoknak. Belviszályok, polgárháborúk nehezítették a dolgukat. Az erőviszonyok sokáig kiegyenlítettek voltak. Valenciát például pár év keresztény megszállás után visszavették a muszlimok. Mindkét oldal csak akkor tudott győzelmet kicsikarni, ha sikerült valamilyen (ideiglenes) egységet kovácsolnia, a marokkóiakat például csak az egyesült portugál, kasztíliai és aragóniai seregek tudták megállítani. A belviszályok miatt azonban ilyesmire csak ritkán került sor.